# Ángeles Chamorro
Ángeles Chamorro Fagúndez (Madrid, 1 de marzo de 1937 - Guadalajara, España, 11 de febrero de 2003) fue una soprano de ópera y zarzuela española.

## Biografía
Ángeles Chamorro nació en Madrid. Sus padres la llevaban a representaciones de zarzuela y conciertos desde muy pequeña. Estudió música en el Conservatorio de Madrid con las cantantes Lola Rodríguez Aragón y Ángeles Ottein, obteniendo al final de sus estudios un Premio Extraordinario de Fin de Carrera.
Debutó profesionalmente el 1955 en Madrid, en diversas salas de concierto, como el Ateneo de Madrid. Durante la temporada 1964-65 participó en el estreno en Francia, en Toulouse, del Atlántida de Manuel de Falla y Ernesto Halffter. En Madrid, tras la formación de la Orquesta de Radio Televisión Española, cantó la Sinfonía n.º 9 "Coral" de Beethoven bajo la dirección de Ígor Markévich.
Hizo su debut al Gran Teatro del Liceo de Barcelona contratada por el empresario del teatro Joan Antoni Pàmias el 23 de enero de 1969, cantando el papel de Susana a Las bodas de Fígaro de Mozart, con Lisa Della Casa en la Condesa Almaviva. El 6 de febrero del año siguiente, 1970, participó en Fedora de Umberto Giordano, en una función en honor y con asistencia de los entonces llamados Príncipes de España, Juan Carlos y Sofia, con el tenor italiano Giuseppe Di Stefano y la soprano chilena Claudia Parada. Cantaría en el Liceo a lo largo de varias temporadas, participando en las óperas Turandot de Puccini, Fausto de Gounod y Falstaff de Verdi, Una cosa rara de Vicente Martín y Soler, Los hugonotes de Giacomo Meyerbeer, Gianni Schicchi de Puccini, Don Giovanni de Mozart, Il segreto di Susanna de Ermanno Wolf-Ferrari, además de las zarzuelas Doña Francisquita de Amadeo Vives y Don Gil de Alcalá de Manuel Penella y de la participación en galas y recitales.
En marzo de 1978, Ángeles Chamorro participó en la creación de la Compañía Española de Ópera Popular, que hizo su presentación en el Teatro de la Zarzuela de Madrid con el Don Giovanni de Mozart, bajo la dirección de Benito Lauret. Posteriormente formó parte de la compañía de José Tamayo, en los espectáculos denominados Antología de la Zarzuela, con la cual participó en conciertos en Moscú.
Fuera de España, participó en representaciones en teatros como el City Opera de Nueva York, el Teatro de Bellas Artes de Ciudad de México, el Teatro Colón de Bogotá, el Teatro Nacional de San Carlos de Lisboa, la Ópera de Grenoble y el Covent Garden de Londres.
Actuó bajo la dirección de directores como Malcolm Sargent, Mario Rossi, Colin Davis, Antoni Ros-Marbà e Ígor Markévich.
Después de retirarse de los escenarios, se dedicó a la enseñanza del canto en Guadalajara (España), donde murió, después de una larga dolencia, el 11 de febrero de 2003.

## Discografía (título - edición)[9]
1967 Maruxa - Vergara 3.006/7-SF, Gramusic
1967 Canciones españolas - Vergara 5.003-SL
1967 La Dogaresa - Vergara 827/28-SRP
1967 La canción del olvido - Vergara 832 SRP, Gramusic
1968 Doña Francisquita - Vergara
1972 Doña Francisquita - Carillon 54.544, CAL-21/22
1974 La verbena de la paloma - Carillon
1976 Bohemios - Carillon
1977 Moros y cristianos - Gramusic GM 607
1979 Antología viva de la zarzuela - CIL 1001
1979 Canciones goyescas y contemporáneas - Ensayo ENY-1